# Lore (Fernsehserie)
Lore (englisch für Überlieferung) ist eine amerikanische Horror-Anthologie-Serie von und mit Aaron Mahnke als Erzähler, basierend auf dessen gleichnamigen Podcast. Die erste Staffel erschien in den Vereinigten Staaten am 13. Oktober 2017 und am 1. Dezember in Deutschland; die zweite folgte jeweils am 19. Oktober 2018.

## Handlung
Die erste Staffel adaptierte ausgewählte Episoden des gleichnamigen Podcasts von Aaron Mahnke, der als Erzähler fungiert. In dokumentarischen Aufnahmen, Animations- und Schauspielszenen behandeln sie verschiedene wahre historische Begebenheiten, die jeweils zu einem unheimlichen, gruseligen Thema zugehörig zusammengestellt sind.
Für die zweite Staffel wurde Mahnke als Erzähler entfernt, aber einige Episoden werden von Handlungsfiguren erzählt. Sie behandeln mehr spielfilmhaft als dokumentarisch jeweils nur die Geschichte einer Person oder eines Falles.

## Hintergrund
Im Oktober 2016 bestellte Amazon eine Staffel, basierend auf dem seit März 2015 laufenden Podcast Lore von Aaron Mahnke, mit Gale Anne Hurd von The Walking Dead und Ben Silverman als Produzenten sowie Glen Morgan von Akte X als Showrunner. Sie erschien bei Prime Video weltweit in englischer Originalfassung am 13. Oktober 2017, die deutsche Synchronfassung am 1. Dezember 2017.
Im Februar 2018 wurde die Serie um eine zweite Staffel verlängert, bei der Sean Crouch als Showrunner übernahm. Die Dreharbeiten begannen im April. Auf der San Diego Comic-Con International im Juli wurde der 19. Oktober als Starttermin bekanntgegeben.
Im Juli 2019 wurde die Serie abgesetzt.

## Episodenliste

### Staffel 1
| Nr. (ges.) | Nr. (St.) | Deutscher Titel            | Originaltitel     | Erstveröffentlichung USA | Deutschsprachige Erstveröffentlichung (D) | Regie                 | Drehbuch                     |
| --- | --------- | -------------------------- | ----------------- | ------------------------ | ----------------------------------------- | --------------------- | ---------------------------- |
| 1 | 1         | Das Elixier                | They Made a Tonic | 1. Dez. 2017             | 13. Okt. 2017                             | Darnell Martin        | Jeff Eckerle, Marilyn Osborn |
| Die Episode thematisiert, dass im 19. Jahrhundert, als in der Medizin noch Aberglauben vorherrschte, die Menschen oft nicht sicher sein konnten, ob Tote wirklich tot waren. Berichtet wird von Mary E. Hart (verstorben 1872), bei der durch Öffnung ihres Grabes festgestellt wurde, dass sie lebendig begraben worden war und am Holz gekratzt hatte, sowie von Mercy Brown (verstorben 1892), die möglicherweise zur Figur Lucy Westenra in Dracula inspirierte. Wegen mehrerer Tuberkulosetoter in der Familie wurde ein untoter Dämon vermutet und die Leichen exhumiert, wobei Mercy kaum Verwesung aufwies. Ihr erkrankter Bruder sollte ein Elixier aus ihren Innereien trinken, um geheilt zu werden, verstarb aber dennoch bald an der Krankheit. |           |                            |                   |                          |                                           |                       |                              |
| 2 | 2         | Echos                      | Echoes            | 1. Dez. 2017             | 13. Okt. 2017                             | Thomas J. Wright      | Glen Morgan                  |
| Thema dieser Episoden sind Psychiatrische Kliniken und die Psychochirurgie. Erzählt werden die Urbane Legende vom Bunny Man, vom Bethlem Royal Hospital, genannt Bedlam, das für menschenunwürdige Zustände bekannt war, und die Geschichten der Entwicklung der Lobotomie und der Transorbitalen Methode durch Walter Freeman, dessen berühmtester Fall 1942 Rosemary Kennedy war. |           |                            |                   |                          |                                           |                       |                              |
| 3 | 3         | Schwarze Strümpfe          | Black Stockings   | 1. Dez. 2017             | 13. Okt. 2017                             | Thomas J. Wright      | David Chiu, Patrick Wall     |
| Berichtet wird von Caroline Koffee, deren Mann sie aufgrund seines Capgras-Syndroms für eine Doppelgängerin hielt und tötete, sowie von Bridget Cleary im abergläubischen Irland, die 1895 von ihrem Mann getötet wurde. Nachdem sie an einem Fernring war, glaubte er, dass sie von einem Wechselbalg entführt und ersetzt wurde und nach neun Tagen verloren wäre, sodass er sie schließlich verbrannte. Starken Frauen, die sich ihren Männern nicht unterordneten, wurde Devianz oder Geisteskrankheit vorgeworfen. Als Gegenbeispiel eines Mannes, der guthieß, dass seine Frau sich nicht Rollenbildern unterwarf, wird Frank Butler, der Mann Annie Oakleys aufgeführt.                                                                               |           |                            |                   |                          |                                           |                       |                              |
| 4 | 4         | Botschaft aus dem Jenseits | Passing Notes     | 1. Dez. 2017             | 13. Okt. 2017                             | Nick Copus            | Glen Morgan                  |
| Die Episode thematisiert Glauben, dass Verstorbene aus dem Jenseits mit Lebenden kommunizieren können (oder andersherum). Im 19. Jahrhundert kam die Spiritismus-Bewegung auf, beliebt gemacht durch die Fox-Schwestern. Der Zauberkünstler Harry Houdini widmete sich der Entlarvung von Spiritisten als Schwindlern, während der Autor Arthur Conan Doyle fest an sie glaubte. Nachdem der neuverheiratete Witwer Eliakim Phelps in seinem neuen Haus in Stratford eine Seance abhielt, schien es dort mit dem Geist einer gehängten Hexe zu spuken, die Phelps mit einer weiteren Seance auszutreiben versucht. |           |                            |                   |                          |                                           |                       |                              |
| 5 | 5         | Die Bestie in uns          | The Beast Within  | 1. Dez. 2017             | 13. Okt. 2017                             | Darnell Martin        | David Coggeshall             |
| Die Episode thematisiert den Werwolfsglauben und erzählt von Bedburg, wo im späten 16. Jahrhundert ein Werwolf Menschen getötet und Frauen vergewaltigt haben soll. Erst 1589 wird der Bauer Peter Stump erwischt und ihm der öffentliche Prozess gemacht. Ein weiteres Beispiel für die Sensationslust der Bürger bei einer Hinrichtung ist Eugen Weidmann, der 1939 in Paris als letzter öffentlich durch die Guillotine starb. 1977 wurde in New York City der Serienkiller David Berkowitz gefasst, der im Prozess behauptete, der Hund seines Nachbarn sei ein Dämon. |           |                            |                   |                          |                                           |                       |                              |
| 6 | 6         | Robert, die Puppe          | Unboxed           | 1. Dez. 2017             | 13. Okt. 2017                             | Michael E. Satrazemis | Tyler Hisel                  |
| Die Episode thematisiert unheimliche Geschichten um Puppen. Erwähnt werden die Isla de las Muñecas, der Bauchredner Edgar Bergen, die Forensikerin Frances Glessner Lee und Anatoly Moskvin, der Kinderleichen mumifiziert und in seinem Haus wie Puppen behandelt hatte. Hauptsächlich geht es um Robert, die Puppe des Jungen Gene Otto, die eigenständig gehandelt und Menschen wehgetan haben soll, auch Jahre später Genes Frau Anna. Heute ist die Puppe in einer Glasvitrine ausgestellt. |           |                            |                   |                          |                                           |                       |                              |

### Staffel 2
| Nr. (ges.) | Nr. (St.) | Deutscher Titel   | Originaltitel                          | Erstveröffentlichung USA | Deutschsprachige Erstveröffentlichung (D) | Regie             | Drehbuch             |
| --- | --------- | ----------------- | -------------------------------------- | ------------------------ | ----------------------------------------- | ----------------- | -------------------- |
| 7 | 1         | Burke & Hare      | Burke and Hare: In the Name of Science | 19. Okt. 2018            | 19. Okt. 2018                             | Christoph Schrewe | Carlos Foglia        |
| 1827 waren William Burke und William Hare zwei irische Migranten in Schottland, die sich in einem Gasthaus trafen. Als Einkommensquelle verkaufen sie Anatomieleichen an Robert Knox, zunächst indem sie Grabraub begehen. Bald aber gehen sie zu Mord über, um frische Leiche zu erhalten. Nach 16 Morden werden sie gefasst und aufgrund Hares Aussage als Kronzeuge Burke gehängt. |           |                   |                                        |                          |                                           |                   |                      |
| 8 | 2         | Elizabeth Bathory | Elizabeth Bathory: Mirror, Mirror      | 19. Okt. 2018            | 19. Okt. 2018                             | Alice Troughton   | Ashley Halloran      |
| Die Gräfin Elisabeth Báthory auf der Burg Čachtice benutzt das Blut junger Mädchen, um ihre Haut zu verjüngen. Als ihr die Bauernmädchen ausgehen, lädt sie das erste Mal eine Adlige, die niedere Lady Margit, zu sich, die sie bald darauf ebenfalls foltert und tötet. Dass eine Adlige verschwand, veranlasst schließlich, dass den Gerüchten nachgegangen und Báthory geschnappt wird. |           |                   |                                        |                          |                                           |                   |                      |
| 9 | 3         | Hinterkaifeck     | Hinterkaifeck: Ghosts in the Attic     | 19. Okt. 2018            | 19. Okt. 2018                             | Christoph Schrewe | Jose Molina          |
| Im April 1922 werden am Hof Hinterkaifeck die fünf Mitglieder der Familie Gruber – Großvater, Großmutter, Tochter Viktoria Gabriel, Enkel, Enkelin – und die Magd mit einer Reuthaue erschlagen aufgefunden. Zuvor war es zu merkwürdigen Vorfällen am Hof gekommen, durch die das Mädchen einen Geist vermutet hatte. Die Ermittlungen unter Georg Reingruber bringen viele Verdächtige, darunter den vielleicht doch nicht im Krieg gefallenen Mann Viktorias, hervor, aber können niemanden endgültig überführen. |           |                   |                                        |                          |                                           |                   |                      |
| 10 | 4         | Die Uhr von Prag  | Prague Clock: The Curse of the Orloj   | 19. Okt. 2018            | 19. Okt. 2018                             | Christoph Schrewe | Ashley Edward Miller |
| Sechzig Jahre nachdem die Prager Rathausuhr, eine Orloj, deren Schöpfer blind gemacht worden war, 1410 stehengeblieben war, versuchen zwei türkische Brüder, sie wieder in Gang zu bringen. Die Bürger glauben, ihr Stehenbleiben brachte als Fluch den Schwarzen Tod und die Uhr wolle nicht wieder laufen. Die Arbeit und der Einfluss der Uhr bringen den Tod. |           |                   |                                        |                          |                                           |                   |                      |
| 11 | 5         | Mary Webster      | Mary Webster: The Witch of Hadley      | 19. Okt. 2018            | 19. Okt. 2018                             | Alice Troughton   | Alyssa Clark         |
| In Hadley gilt Mary Webster als Hexe. Als 1684 der erkrankte Philip Smith sie beschuldigt, ihn verflucht zu haben, wird sie im Wald von den Männern des Dorfes misshandelt und aufgehängt. Daraufhin geht es Smith deutlich besser, doch als Mary blutverströmt an seiner Tür steht, stirbt er an dem Schock. |           |                   |                                        |                          |                                           |                   |                      |
| 12 | 6         | Jake Parsons      | Jack Parsons: The Devil and the Divine | 19. Okt. 2018            | 19. Okt. 2018                             | Alice Troughton   | Sean Crouch          |
| Jack Parsons ist in den 1930ern Raketenforscher und Mitbegründer des Jet Propulsion Laboratory, glaubt aber auch an Magie und trat der Thelema-Bewegung Aleister Crowleys bei, mit dem er Briefverkehr führt. In der rothaarigen Marjorie Cameron sieht er die mythische Scharlachrote Frau Babalon, sodass er sie in seinen Okkultismus einführt. 1952 stirbt er an einem Unfall mit Knallquecksilber. |           |                   |                                        |                          |                                           |                   |                      |

## Besetzung und Synchronisation
Die deutschsprachige Synchronisation entstand unter der Dialogregie von Stefan Friedrich durch die Arena Synchron.
| Rolle                   | Folge     | Darsteller                | Synchronsprecher       |
| ----------------------- | --------- | ------------------------- | ---------------------- |
| Erzähler                | 1.01–1.06 | Aaron Mahnke (Stimme)     | Viktor Neumann         |
| George Brown            | 1.01      | Campbell Scott            | Bernd Vollbrecht       |
| Dr. Walter Freeman      | 1.02      | Colm Feore                | Tobias Lelle           |
| Marjorie Freeman        | 1.02      | Kristen Cloke             | Traudel Sperber        |
| Dr. James Watts         | 1.02      | R. Keith Harris           | Wolfgang Wagner        |
| Bridget Cleary          | 1.03      | Holland Roden             | Maximiliane Häcke      |
| Michael Cleary          | 1.03      | Cathal Pendred            | Marcel Collé           |
| Reverend Eliakim Phelps | 1.04      | Robert Patrick            | Axel Lutter            |
| Sarah Nicholson Phelps  | 1.04      | Bethany Anne Lind         | Maria Sumner           |
| Peter Stump             | 1.05      | Adam Goldberg             | Romanus Fuhrmann       |
| Greta Hetfelderz        | 1.05      | Cassady McClincy          | Maria Hönig            |
| Minnie Otto             | 1.06      | Kristin Bauer van Straten | Susanne Geier          |
| Anne Otto               | 1.06      | Haley Finnegan            | Jessica Walther-Gabory |
| William Burke           | 2.01      | Emmett J. Scanlan         | Tommy Morgenstern      |
| William Hare            | 2.01      | Emmet Byrne               | Jannik Endemann        |
| Robert Knox             | 2.01      | Doug Bradley              | Uli Krohm              |
| Elisabeth Báthory       | 2.02      | Maimie McCoy              | Mareile Moeller        |
| Lady Margit             | 2.02      | Ella Hunt                 | Victoria Frenz         |
| Georg Reingruber        | 2.03      | Thomas Kretschmann        | Uve Teschner           |
| Andreas Gruber          | 2.03      | Jürgen Prochnow           | Hans Bayer             |
| Viktoria Gabriel        | 2.03      | Susanne Wuest             | Susanne Wuest          |
| Dirvick Mirandesh       | 2.04      | Numan Acar                | Özgür Murat Sönmez     |
| Jan Mirandesh           | 2.04      | Elie Haddad               | Mehmet Yilmaz          |
| Mary Webster            | 2.05      | Paula Malcolmson          | Katrin Zimmermann      |
| Philip Smith            | 2.05      | Paul Rhys                 | Matthias Klie          |
| Verity Hollister        | 2.05      | Hebe Beardsall            | Jessica Rust           |
| Jack Parsons            | 2.06      | Josh Bowman               | Norman Matt            |
| Aleister Crowley        | 2.06      | Ian Gelder                | Bodo Wolf              |
| Marjorie Cameron        | 2.06      | Alicia Witt               | Uschi Hugo             |